# Pedro Celestino Silva Soares
Pedro Celestino Silva Soares (* 2. Januar 1987 in Tarrafal), genannt Celestino, ist ein kapverdischer ehemaliger Fußballspieler, der im Mittelfeld eingesetzt wurde.

## Karriere
Celestino kam im Jahr 2003 im Alter von 16 Jahren nach Portugal in die Jugend von Sporting Lissabon. Dort gelang es ihm nicht, in den Kader der ersten Mannschaft zu gelangen. Im Jahr 2006 verließ er Sporting und schloss sich CD Olivais e Moscavide an, das gerade in die zweite portugiesische Liga, die Liga de Honra, aufgestiegen war. Nach dem Abstieg 2007 wechselte er zum Ligakonkurrenten GD Estoril Praia, bereits ein halbes Jahr später nahm ihn Erstligist Estrela Amadora unter Vertrag. Dort wurde er zur Stammkraft. Nachdem dem Verein im Jahr 2009 die Lizenz entzogen worden war, wechselte er zu Belenenses Lissabon, mit dem er am Ende der Saison 2009/10 absteigen musste.
Nachdem der Wiederaufstieg verpasst worden war, verließ Celestino im Sommer 2011 Portugal und schloss sich dem rumänischen Erstligisten CFR Cluj an. Dort kam er in der Saison 2011/12 zwar nur selten zum Einsatz, gewann mit der Mannschaft am Saisonende aber die rumänische Meisterschaft. Im Sommer 2013 verließ er Cluj und kehrte nach Portugal zurück, wo ihn Erstligist SC Olhanense unter Vertrag nahm. Mit seinem neuen Klub musste er am Ende der Saison 2013/14 aufgrund des verlorenen direkten Vergleichs gegenüber FC Paços de Ferreira absteigen. Er blieb dem Klub auch in der Segunda Liga erhalten. Im Sommer 2015 schloss er sich Ligakonkurrent Atlético CP. Mit seinem neuen Verein musste er nach der Saison 2015/16 aus der Segunda Liga absteigen.

## Erfolge
- Rumänischer Meister: 2012